# Bauplastik
Bauplastik (auch Architekturplastik) ist die eigens für ein Bauwerk geschaffene und mit ihm fest verbundene figürliche Skulptur, Plastik oder Relief, meist aus Stein, seltener aus Holz oder Baukeramik. Sie ist entweder rein dekorativ und schmückend oder sie dient zur Veranschaulichung von Sinn und Zweck des Bauwerks, wie es besonders bei Kultbauten (Tempel, Kirche) der Fall ist. Bauplastik kommt vor allem am Außenbau (Fassaden) vor, aber auch in repräsentativen Innenräumen. 

## Verwendung
Zu den figürlichen bauplastischen Objekten gehören:
- Amorette
- Atlant
- Ephebe
- Eroten
- Gaffkopf
- Neidkopf
- Drolerie
- Hausmadonna
- Herme
- Karyatide
- Kouros
- Putto
- figürliche Madaillons (z. B. Porträtmedaillons)
- figürliche Reliefs

Zum Teil werden auch nicht-figürliche Elemente als Bauplastik bezeichnet, z. B. Akroterion, Ziervase oder ein ornamentales Relief usw.
Zu den architektonischen Objekten der Bauplastik zählen:
- Kapitell
- Tympanon
- Schlussstein

Die mit einem Bauwerk verbundene Bauplastik unterscheidet sich von der freistehenden, nicht in Architektur integrierten Freiplastik.

## Beispiele
- Bauplastik an Brücken in München
- Gattung Bauplastik, auf nuernberg.museum
- Bauplastik, auf bildhauerei-in-berlin.de
- Bauplastik, Bauskulptur, auf lwl.org